# Paul Hoenscher
Paul Hoenscher, né le 25 mars 1887 à Klein Neudorf dans l'arrondissement de Grottkau (Empire allemand) et mort le 16 février 1937, est un homme politique allemand, membre du Parti national-socialiste des travailleurs allemands (NDSAP). Il siège au Reichstag de 1933 jusqu'à sa mort en février 1937.

## Biographie
Fils d'agriculteur indépendant, Hoenscher est scolarisé à la Volksschule de 1894 à 1897, puis au Gymnasium de 1897 à 1900, avant de suivre une formation pratique dans plusieurs entreprises agricoles jusqu'en 1908. Il suit aussi des cours complémentaires à l'École d'hiver agricole (de). Après avoir rejoint le 22e régiment d'infanterie de 1908 à 1910, Hoenscher devient agriculteur de profession.
De 1914 à 1918, il participe à la Première Guerre mondiale en tant que membre du 51e régiment d'infanterie de réserve. Il est récompensé par la Croix de fer IIe classe ainsi que par l'Aigle silésien.
Dans les années 1920, il adhère au NSDAP, au sein duquel il accepte plusieurs fonctions, dont celle de directeur agricole d'arondissement (Kreisbauernführer). Aux élections législatives allemandes de mars 1933, Hoenscher est élu au Reichstag dans la circonscription 9 (Oppeln) pour le NSDAP. Il est réélu en novembre 1933 puis en 1936 et meurt en fonction le 16 février 1937.